# Exorista larvarum
Exorista larvarum is een vliegensoort uit de familie van de sluipvliegen (Tachinidae). De wetenschappelijke naam is gepubliceerd in 1758 door Linnaeus in de tiende editie van Systema naturae.